# George Storrs
George Storrs (Lebanon, 13 dicembre 1796 – Filadelfia, 28 dicembre 1879) è stato uno scrittore, insegnante studioso della Bibbia e riformatore religioso che contribuì alla nascita e fondazione della Chiesa Cristiana Avventista statunitense.

## Biografia
George Storrs nacque a Lebanon, nel New Hampshire nel 1796, figlio del colonnello dell'esercito rivoluzionario Constant Storrs e di Lucinda Howe. George era l'ultimo di sette figli. La coppia ebbe sette figli maschi ed una figlia femmina.
All'età di 28 anni venne ricevuto nella Chiesa Metodista Episcopale dove ben presto cominciò a predicare. E nel 1825 prese parte al New Hampshire Conference. Divenne ben presto uno dei più stimati ministri della sua chiesa e la Chiesa Cristiana Avventista è nata dalla fusione dell’Unione della Vita e dell'Avvento di George Storrs con l’Associazione Cristiana Avventista.
Nel suo studio della Bibbia, Storrs prestò particolare attenzione alla condizione dei morti. L'idea di incentrare la sua attenzione su una riconsiderazione di quanto insegnato da alcune chiese scaturì nel 1837, quando ormai quarantenne trovò su un treno un opuscoletto di un altro studioso autonomo della Bibbia, un certo Henry Grew, di Filadelfia (Pennsylvania).
L'opuscolo intitolato " The human soul is mortal" (l'anima umana è mortale) prendeva in considerazione l'idea che l'anima non fosse immortale come insegnavano la chiesa e molte confessioni religiose metodiste o protestanti e poneva dei dubbi sul reale fondamento biblico dell'inferno di fuoco. All'epoca dei fatti George Storrs abitava a Utica, nello Stato di New York per cui pare che i due non si incontrarono mai personalmente prima del 1844 e lo stesso autore dell'opuscolo ritrovato gli rimase ignoto fino a tale data. È comunque certo che entrambi entrarono in contatto nel 1844 perché entrambi abitavano a Filadelfia.
Le tesi riportate sull'opuscolo di Grew sorpresero molto George Storrs in quanto erano sorrette da citazioni bibliche. Difatti Henry Grew riteneva che “la scrittura è la migliore interprete di se stessa".
Tale scritto diede un impulso nuovo a George Storrs che studiò l'attendibilità delle nuove teorie sull'anima confrontandole a sua volta con le scritture e per ben tre anni ne discusse in maniera privata e approfondita con alcuni ministri della sua Chiesa.
Nel 1840 decise di abbandonare la sua Chiesa e si trasferì ad Albany, New York.
Dopo cinque anni di attento studio, agli inizi della primavera del 1842 Storrs tenne una serie di sei conferenze sul soggetto “Inquiry—Are the Wicked Immortal?" (Una domanda: I malvagi sono immortali?”) Le conferenze come pure il tema considerato attirarono l'interesse via via crescente di molte persone che fecero parte alla conferenza. Tale metodica gli permise di raccogliere un'ampia varietà di materiale che rese disponibile in una pubblicazione dal tema: "Six Sermons", che nei successivi 40 anni arrivò ad ottenere una tiratura di ben 200 000 copie negli Stati Uniti e in Gran Bretagna.
Fu solo nel 1870 che George Storrs giunse alla conclusione che il passo biblico di Isaia 65:20 indicasse che gli ingiusti saranno risuscitati e avranno l'opportunità di vivere per sempre. Ma un risuscitato che non avesse colto questa opportunità sarebbe comunque morto.

## Le credenze di George Storrs
- Gesù pagò con la vita il prezzo del riscatto del genere umano.
- La predicazione della buona notizia non è stata ancora compiuta (nel 1871).
- La fine non poteva essere vicina perché in quel tempo (nel 1871) non si era adempiuta la profezia biblica di predicare la buona novella in lungo e in largo secondo quanto riportato nel vangelo secondo Matteo 24:14, ma vi erano buone ragioni per credere che in una futura epoca tale opera sarà compiuta.
- Credeva che secondo le scritture un ampio numero di persone giuste erediteranno la vita eterna sulla terra.
- Ci sarà una risurrezione di tutti quelli morti nell'ignoranza delle verità bibliche.
- La vita eterna sulla terra è un dono di Dio che darà a chi accetterà il sacrificio di riscatto di Gesù Cristo quale Salvatore e chi dimostrerà di averlo rigettato verrà distrutto.
- Non esistono solide basi bibliche per credere nell'anima immortale e nell'inferno di fuoco e pertanto tali dottrine sono false e offendono Dio.
- Il Pasto Serale del Signore è una ricorrenza annuale che cade il 14 nisan.

La dottrina dello stato di incoscienza intermedio dei morti e immortalità condizionale rimane tuttavia la principale dottrina che caratterizza la Chiesa Cristiana Avventista e che ha influenzato attraverso la figura di George Storrs (1796-1879) tutto l'intero Avventismo e poi, successivamente, anche i Testimoni di Geova.

## NOTE
1. ↑  Biografia di George Storrs in The Granite Monthly
2. ↑  George Storrs in Adventist Pioneer Library
3. ↑  George Storrs "un amico e un fratello" in I Testimoni di Geova proclamatori del Regno di Dio, p. 46, Watch Tower, New York - Roma 1993

## Opere
- The Six sermons
- Bible Examiner: Containing Various Prophetic Expositions